# Ordine della Stella Rossa del Lavoro
L'Ordine della Stella Rossa del Lavoro è stato una decorazione della Cecoslovacchia.

## Storia
L'Ordine è stato fondato il 4 maggio 1955 per premiare chi abbia favorito risultati conseguiti nella costruzione dell socialismo in Cecoslovacchia, e per suoi anni di lavoro esemplare nella professione.

## Insegne
- L'insegna era una stella d'argento smaltata di rosso con fra le punte delle stelle più piccole.
- Il nastro era azzurro con al centro due strisce blu e bordi rossi e bianchi.